# 固军镇
固军镇，原为固军乡，是中华人民共和国四川省达州市万源市下辖的一个乡镇级行政单位。2020年6月，撤销白羊乡、固军乡，设立固军镇，以原白羊乡和原固军乡所属行政区域为固军镇的行政区域。

## 行政区划
固军镇下辖以下地区：
红枣社区、中河村、大岭包村、红洞泉村、大桥村和火石梁村。